# Johann Friedrich Ludwig Günther
Johann Friedrich Ludwig Günther (* 15. März 1773 in Gandersheim; † 17. Oktober 1854 in Wolfenbüttel) war ein deutscher Rechtswissenschaftler, Richter und Hochschullehrer sowie Politiker.

## Leben
Sein Vater war Kommissär am Stift Gandersheim. Günther besuchte die Schule in Gandersheim und ging dann zum Studium an die Universität Göttingen, an der er zum Dr. jur. promoviert wurde. Am 29. September 1796 wurde er Aktuar beim Amt Gandersheim, dann 1800 Justizamtmann bei den Ämtern Calvörde und Bahrdorf.
1808 folgte die Ernennung zum Richter beim Tribunal in Helmstedt und zudem zum außerordentlichen Professor der Rechte an der Universität Helmstedt. Dort unterrichtete er insbesondere Römisches Recht und Zivilprozessrecht. Er war der letzte Professor, der vor Schließung der Anstalt in Helmstedt berufen wurde. Günther wechselte 1814 als Kreisamtmann kurzfristig nach Königslutter, wurde dann 1816 zum Hofrat ernannt und Mitglied des Landesgerichts in Wolfenbüttel sowie 1817 ein weltliches Mitglied des dortigen Konsistoriums. 1819 erfolgte die Ernennung zum Mitglied des Oberappellationsgerichts zu Wolfenbüttel. Von 1846 bis zu seinem Tod hatte er das Präsidium des Gerichts inne.
Nachdem Günther zum Propst des Klosters St. Lorenz zu Schöningen ernannt worden war, war er ab 1831 Mitglied des Braunschweigischen Landtages auf der Prälatenbank. Zudem war er Mitglied der Ministerialcommission zur Berathung der Gesetzentwürfe und anderer wichtiger Landesangelegenheiten für das Herzogthum Braunschweig sowie darin Vorsitzender der Section für die Justiz.

## Ehrungen
- 29. September 1846, das Kommandeurkreuz erster Klasse des Ordens Heinrichs des Löwen vom Herzog von Braunschweig
- 29. September 1846, die goldene Verdienstmedaille vom Fürsten zu Lippe-Detmold